# Croix du cimetière de Théhillac
La Croix du cimetière de Théhillac est située  au bourg de  Théhillac dans le Morbihan.

## Historique
La croix fait l’objet d’une inscription au titre des monuments historiques depuis le 5 octobre 1926.

## Architecture
Le fut de la croix est érigé sur un socle de simple forme carrée. 
Le sommet est percé d'un quatre-feuilles à jour. 